# Stdbool.h
stdbool.h는 C 언어의 표준 라이브러리로, 불리언(boolean) 타입을 정의하는데 사용한다.